# Ben Westbeech
Ben Westbeech (* 1980 in Bristol), besser bekannt als Breach, ist ein englischer DJ aus Hertfordshire. Für Veröffentlichung aus dem Bereich Drum and Bass verwendet er auch den Namen Lean.

## Biografie
Ben Westbeech hat eine klassische Ausbildung als Cellist, Pianist und Sänger. Zwei Jahre lang machte er eine Hochschulbildung in Musik und Schauspiel. Seit er zwölf Jahre alt war, versuchte er sich aber auch als DJ und machte Musik im Bereich House und Drum and Bass. 2006 fiel er dem DJ Gilles Peterson bei einem Festival auf und er holte ihn in sein neu gegründetes Label. Dort veröffentlichte Westbeech ein Jahr später sein erstes Album Welcome to the Best Years of Your Life.
Über die Jahre veröffentlichte er regelmäßig und produzierte Musik. Ab 2010 verwendete er auch den Namen Breach. Unter diesem Namen hatte er im Sommer 2013 seinen großen Durchbruch. Mit der Single Jack hatte er einen Top-Ten-Hit in den offiziellen UK-Charts. Ende desselben Jahres konnte er mit der Sängerin Andreya Triana und der Single Everything You Never Had (We Had It All) den Erfolg wiederholen.

## Diskografie
Alben
- Welcome to the Best Years of Your Life (2007)
- There’s More to Life Than This (2011)

Lieder
- So Good Today (2006, als Ben Westbeech)
- Hang Around (2007, als Ben Westbeech)
- Fatherless (2010)
- Falling (2011, als Ben Westbeech)
- Something for the Weekend (2011, als Ben Westbeech)
- You Won’t Find Love Again (2012)
- 101 / Somewhere (2012)
- The Click / Fallout (2013)
- Let’s Get Hot (2013)
- Jack (2013)
- Everything You Never Had (We Had It All) (featuring Andreya Triana, 2013)